# Élite (sociologia)

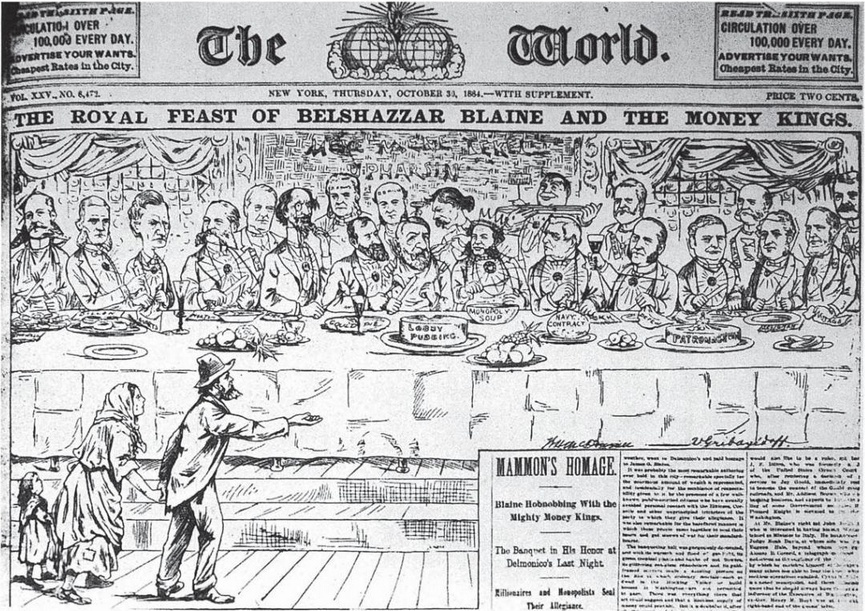
Vignetta dell'ottobre 1884, che mostra ricchi plutocrati che banchettano a tavola mentre una famiglia povera chiede l'elemosina sotto

In sociologia, un'élite è un gruppo di persone, spesso una minoranza, in possesso di autorità, potere, influenza sociale e politica.

## Sociologia
Spesso, il termine viene utilizzato per designare un ristretto sottogruppo di un sovraordinato gruppo o categoria sociale, al quale sottogruppo viene attribuita una specifica o generica superiorità rispetto alla restante parte del corpo sociale di riferimento; il consenso a tale attribuzione può essere più o meno generale e, al limite, circoscritto agli stessi membri della élite.
Benché il termine sia intrinsecamente elogiativo, quando è adoperato da coloro che non ne condividono l'attribuzione, esso assume un connotato dispregiativo (ad esempio: le "auto-nominate élite"); ma, nella sua fisiologia, la definizione è in rapporto con quella di legittimità del potere e con l'autorevolezza del suo esercizio.
Adoperato genericamente in un contesto culturale o politico, indica la ristretta cerchia di persone che vi ha un ruolo predominante rispetto al resto della popolazione.
In ambito militare o di polizia, i corpi d'élite sono quelli con funzionalità e addestramento specifici e di prestigio superiore.

## Scienza politica
Stante la rigidità nella circolazione delle élite registratasi in passato, il fascismo ha offerto la possibilità di «predicare un "elitismo popolare". Ogni cittadino appartiene al popolo migliore del mondo, i membri del partito sono i cittadini migliori, ogni cittadino può (o dovrebbe) diventare un membro del partito. Ma non possono esserci patrizi senza plebei. Il leader, che sa bene come il suo potere non sia stato ottenuto per delega, ma conquistato con la forza, sa anche che la sua forza si basa sulla debolezza delle masse, così deboli da aver bisogno e da meritare un "dominatore".
Nel dopoguerra l'antipolitica teorizza la possibilità di fare a meno di un'élite politica, continuando "così a chiedere risposte alla politica proprio mentre la priviamo degli strumenti per darcele. La presenza di un'élite è condizione necessaria – ancorché non sufficiente – di un'azione politica e amministrativa minimamente sensata. E che un'élite non è un insieme casuale di persone più o meno competenti (...) ma una creatura storica complessa e delicata, che per nascere e svilupparsi ha bisogno di tempo, risorse, regole, fiducia, valori e linguaggi condivisi. Un'élite assomiglia insomma parecchio a quella cosa detestabile che chiamiamo «casta»: non è facile distinguere l'una dall'altra, tanto gli aspetti positivi dell'élite e quelli negativi della casta sfumano gli uni negli altri".